# Église Sainte-Marguerite de Fontenay-sous-Bois
L'église Sainte-Marguerite est une église catholique située à Fontenay-sous-Bois, en France, dans le quartier des Rigollots. Elle dépend du diocèse de Créteil.

## Localisation
L'église est située dans le département français du Val-de-Marne, dans la commune de Fontenay-sous-Bois, avenue de la République.

## Histoire

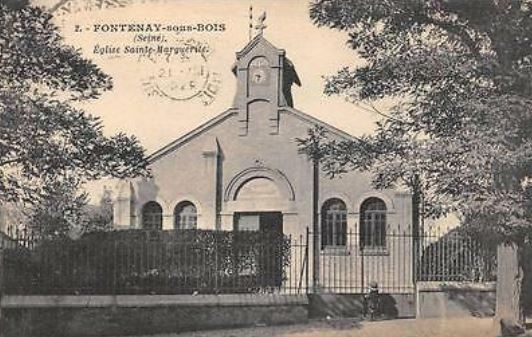
L'Église Sainte-Marguerite.

Avant la construction de cette église, les messes sont célébrées dans une ancienne boutique, sous le nom « chapelle Notre-Dame-du-Rosaire ».
Le terrain est acheté juste avant la Première Guerre mondiale, grâce au legs de Marie-Madeleine Poncery,, fontenaysienne, épouse  de Xavier Ruel, fondateur et propriétaire du Bazar de l'Hôtel de Ville (BHV). 
Le 19 octobre 1920, l'abbé Megemont est nommé administrateur de la paroisse. Il donne les premiers coups de pioche de la future chapelle de brique et de bois. La messe de Noël de cette année est célébrée dans cet édifice provisoire. La chapelle devenue exiguë est remplacée par l'église actuelle.
La construction a lieu de 1920 à 1938. L'église est inaugurée le 20 mars 1938 en présence de l'archevêque de Paris, Mgr Verdier.
Il y a trois messes en semaine, et deux le dimanche.

## Description
Elle est illuminée par des vitraux triangulaires et circulaires, de style abstrait.